# Синкрай (Хунедоара)
Синкрай (рум. Sâncrai) — село у повіті Хунедоара в Румунії. Адміністративно підпорядковане місту Келан.
Село розташоване на відстані 285 км на північний захід від Бухареста, 14 км на південь від Деви, 123 км на південний захід від Клуж-Напоки, 135 км на схід від Тімішоари.

## Населення
За даними перепису населення 2002 року у селі проживали 206 осіб, з них 203 особи (98,5%) румунів. Рідною мовою 203 особи (98,5%) назвали румунську.